# Серпень 2011
Се́рпень 2011 — восьмий місяць 2011 року, що розпочався в понеділок 1 серпня та закінчився у середу 31 серпня.

## Події
- 1 серпня
  - Президент США Барак Обама оголосив, що його адміністрація змогла домовитися з демократами і республіканцями щодо збільшення рівня державного боргу.[1]
  - Банківський гігант HSBC оголосив про плани скоротити 25 тисяч робочих місць до 2013 року і припинити діяльність у 20 країнах.[2]
  - Венесуела може звільнити до 40 % в'язнів у намаганнях розвантажити переповнені в'язниць.[3]

- 3 серпня
  - Майже через півроку після повалення режиму Хосні Мубарака, розпочався судовий процес проти нього.[4]

- 5 серпня
  - Автоматична міжпланетна станція «Юнона» стартувала для виконання місії дослідження найбільшої планети Сонячної системи Юпітера, що дозволить отримати більше даних про формування планет.[5]
  - «Батьківщина» оголосила безстрокову акцію протесту під Печерським судом.[6]
  - Юлію Тимошенко заарештували.[7]
  - Лідер польської Самооборони Анджей Леппер наклав на себе руки.[8]

- 6 серпня
  - В Лондонському районі Тоттенхем сталися масові заворушення з підпалами автівок і погромами крамниць, після того, як поліцейський вбив чорношкірого таксиста на одній з вулиць району. 11 осіб, серед них 8 поліцейських, постраждали внаслідок сутичок, близько 40 осіб були заарештовані.[9]
  - В Ізраїлі близько 300 000 людей взяли участь в акціях протесту, що спричинені подорожчанням рівня життя у країні.[10][11]
  - Уперше в історії США кредитний рейтинг країни було знижено рейтинговою агенцією Standard & Poor's з найвищого рівня ААА до AA+.[12][13]

- 9 серпня
  - Чотири особи загинули та двоє зникли безвісти внаслідок удару тайфуна Муіфа по Південній Кореї. Раніше y Китаї було зруйновано 600 будинків.[14][15]
  - Масові заворушення перекинулися на інші міста Англії. За минулу ніч було заарештовано понад 300 осіб. У поліцейських відділках закінчилися вільні місця у камерах для дебоширів.[16][17][18]

- 10 серпня
  - Дослідники Пенсильванського університету доповіли про попередній успіх у лікуванні хронічного лімфолейкозу методами генотерапії.[19]
  - Проданий Україною Китаю авіаносець вперше вийшов у тестове плавання, що викликало занепокоєння сусідніх з КНР держав.[20]

- 11 серпня
  - Чотири країни ЄС (Бельгія, Франція, Італія та Іспанія) приєдналися до Німеччини і заборонили короткий продаж банківських акцій.[21]

- 12 серпня
  - В Польщі зійшли з рейок три вагона потяга «Варшава-Катовіце», внаслідок чого загинули та були травмовані люди.[22]

- 13 серпня
  - З 13-го серпня в Україні можна керувати автомобілем без техогляду і довіреності на авто.[23]

- 15 серпня
  - Google Inc. купив за 12,5 мільярдів доларів США телекомунікаційну компанію Motorola Mobility, що утворилася після розділення компанії Motorola на початку року.[24]

- 17 серпня
  - Вночі у кримському пансіонаті «Гліцинія» під час відновлення після операції помер Прем'єр-міністр Автономної Республіки Крим Василь Джарти.[25].

- 22 серпня

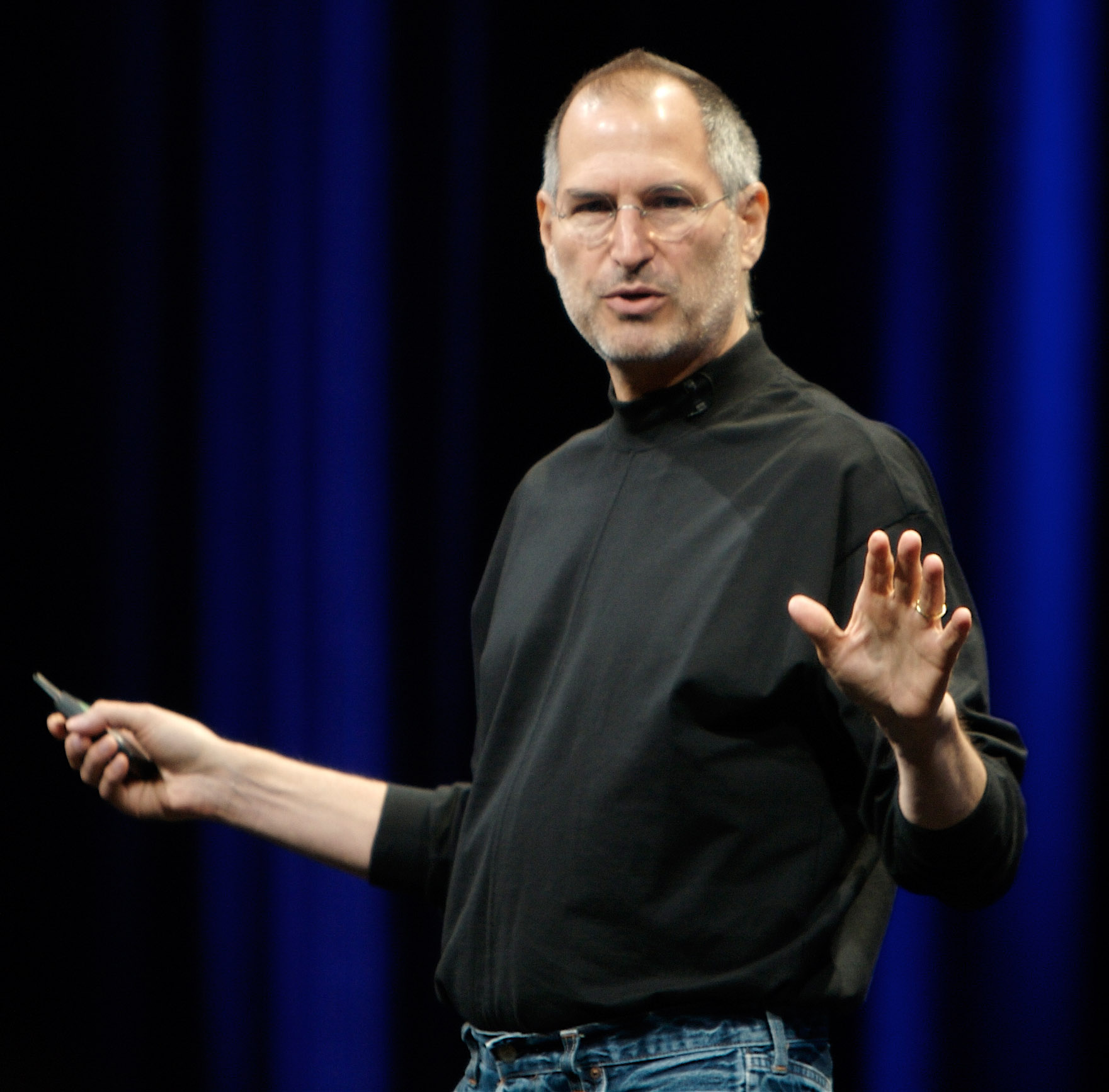
Стів Джобс

  - Помер Джек Лейтон, лідер НДП й офіційної опозиції в канадському парламенті.
  - В Лівії поновилися бої між повстанцями і силами Муамара Каддафі за володіння столицею країни — містом Триполі.[26]

- 23 серпня
  - У Вірджінії (США) о 17:51 стався землетрус магнітудою 5,8. Поштовхи відчувались у Вашингтоні і Нью-Йорку. Про жертви та руйнування не повідомляється. Персонал Капітолія та Пентагону був тимчасово евакуйований. Це найсильніший землетрус у регіоні за останні 10 років.[27]

- 24 серпня
  - Україна відзначила 20-річчя своєї Незалежності.
  - Почалася трансляція україномовного розділу Euronews.[28]

- 25 серпня
  - Стів Джобс пішов з поста директора корпорації Apple.[29]

- 28 серпня
  - Буревій Айрін вдарив по Нью-Йорку і просувається до Вашингтону.[30]
  - Муаммар Каддафі готовий почати переговори про передачу влади у країні.[31]
  - Російський боксер Олександр Повєткін став чемпіоном світу у суперваговій категорії за версією WBA, перемігши Руслана Чагаєва.[32]
  - Вчені з Лос-Аламоської національної лабораторії встановили новий світовий рекорд, створивши надпотужне магнітне поле силою 97,4 Тл.[33]

- 30 серпня
  - Новим прем'єр-міністром Японій обраний Нода Йосіхіко.[34]

- 31 серпня
  - Теорія суперсиметрії не знайшла підтвердження на ВАК.[35]